# Cheng Jingbo
Cheng Jingbo (China, 1983) es una escritora china de ciencia ficción y fantasía que trabaja como correctora de libros infantiles.

## Biografía
Cheng ha sido seleccionada para participar en varias antologías de ciencia ficción china y en People's Literature, prestigiosa revista de narrativa general contemporánea de China, ha sido nominada para el Premio Yinhe (Galaxy) con su relato Western Paradise, y ha ganado el Premio Xingyun (Nebula) con Lost in Yoyang.
Su relato 萤火虫之墓 [Yonghuochong zhi Mu] publicado en julio de 2005 Kehuan Wenyi; traducido al inglés por Ken Liu como Grave of the Fireflies (en enero de 2014 para Clarkesworld), se publicó en España en la antología Planetas invisibles en el año 2017 traducido como La tumba de las luciérnagas por Manuel de los Reyes. Contiene referencias a obras como La puerta al verano de Robert A. Heinlein y consiste en un prolongado ejercicio de fabulación poética, un cuento ambientado en un lejano futuro con humanos avanzados que huyen de la muerte térmica del universo, donde palabras y conceptos aparentemente cotidianos han mutado su significado actual a través del abismo de tiempo que los separa del lector, conformando un cuento de hadas inspirado en el realismo mágico.